# Brandon McGee
Brandon McGee (Plantation, 11 dicembre 1990) è un giocatore di football americano statunitense che gioca nel ruolo di cornerback nella National Football League (NFL). Fu scelto nel corso del quinto giro (147º assoluto) del Draft NFL 2013 dai Rams. Al college ha giocato a football all’Università di Miami.

## Carriera professionistica

### St. Louis Rams
McGee fu scelto nel corso del quinto giro del Draft 2013 dai St. Louis Rams. Debuttò come professionista nella settimana 1 contro gli Arizona Cardinals. La sua stagione da rookie terminò con 14 tackle in 15 presenze, nessuna delle quali come titolare. Nella successiva invece scese in campo due sole volte.

## Statistiche
| Partite totali      | 17 |
| Partite da titolare | 0  |
| Tackle              | 18 |
| Sack                | 0  |
| Intercetti          | 0  |

Statistiche aggiornate alla stagione 2014